# ヴァルテッリーナ (ワイン)
ヴァルテッリーナ (Valtellina) は、イタリアのDOCワインで、ソンドリオ県で生産されたものが認定されている。キアヴェンナスカ（ネッビオーロのこの地方での名）主体のワインで、乾燥させたブドウを使用したものはスフォルツァート (Sforzato) または方言でスフルサート (Sfrusat) という名前がつく。
2003年3月19日に廃止され、ヴァルテッリーナ・ロッソ（またはロッソ・ディ・ヴァルテッリーナ）と、DOCGのスフォルツァート・ディ・ヴァルテッリーナ（またはスフルサート・ディ・ヴァルテッリーナ）とに分割された。

## 性質や特徴
- 色: ルビーの赤色、ガーネットのような反射もおきる。
- 芳香: 繊細さの持続と特徴的な香り
- 味: 乾いた味、ときおり木を感じさせる軽いタンニン

## 生産
県、時期、量（100リットル単位）
- ソンドリオ (1990/91)  29884.0
- ソンドリオ (1991/92)  20852.0
- ソンドリオ (1992/93)  14273.0
- ソンドリオ (1993/94)  9523.0
- ソンドリオ (1994/95)  13867.0
- ソンドリオ (1995/96)  14599.0
- ソンドリオ (1996/97)  17564.0